# Újszeged
Újszeged Szeged egyik városrésze. A Tisza bal partján található. Ma megközelítőleg 25 300 ember lakja a városrészt.

## Története
Új Szeged. Magyar falu Torontal Várm., Várm. földes Ura Szeged Városa, fekszik a’ Tisza mellett, Szegedhez nem meszsze, lakosai katolikusok, kertészek, és mester emberek; határja jó, urbariális földgyei a’ lakosoknak nintsenek, mindazáltal héti vásárjaik lévén, élelmeket könnyen keresik.
1550 körül Királicának hívták. Izabella királynénak volt a birtoka. A törökök kiűzése után katonai közigazgatás alá került. 1779-ben Torontál vármegyéhez tartozott. 1771-ben Szeged bérbe vette.
Újszeged 1796-ban lett mezőváros, 1880. június 5-én csatolták Szegedhez.
1918. november 17-én a szerb hadsereg osztaga, 1919. február 5-én egy francia tüzérezred foglalta el a városrészt. A megszállás 1921. augusztus 20-áig tartott.

## Megközelítése

### Közúton
Újszeged legfontosabb megközelítési útvonala a 43-as főút, amely a szegedi Nagykörút vonalában megépült Bertalan hídon éri el a városrészt, végighalad a körút bal parti folytatását képező Temesvári (1990 előtti nevén Odesszai) körúton, majd a Makai útra ráfordulva kifelé indul a városból, Makó és az országhatár felé.
A szegedi városközpont irányából a legegyszerűbb megközelítési útvonala a Belvárosi híd, szinte a teljes városszerkezete, beleértve az Erzsébet-liget (Népkert) elrendezését is, erre a megközelítési irányra épült rá.

### Vasúton
Újszeged saját vasútállomással rendelkezik, amely a MÁV 121-es számú Kétegyháza–Újszeged-vasútvonalának végállomása; Újszeged vasútállomás a vonal állomásainak viszonylatában Szőreg vasútállomás után található, közúti elérését a 43 303-as számú mellékút teszi lehetővé. Korábban a vasútvonal elérte a szegedi nagyállomást is, ám a szegedi vasúti Tisza-hidat 1944-ben lebombázta a szövetséges légierő, és azóta sem épült újjá, így a város jobb parti városrészeibe tartó utazóknak Újszegedtől helyi közlekedési eszközökre kell váltaniuk.
Szeged vasúti hídja a Pest-Szeged vasútvonal Temesvár-Orsova-Bukarest felé irányuló folytatásaként épült 1858–1859-ben, Cézanne mérnök tervei alapján. Munkálatait Jókai Mór is megtekintette, a technikai vívmányok iránt mindig fogékony író állítólag leszállt a Tisza fenekére is a pillérek építőihez. A híd maradványa látható Újszegeden, az Alsókikötő soron.

## Nevezetességei
Itt található az Újszegedi Szabadtéri Színpad, a Vakok Intézete, a Népliget, az Egyetemi Füvészkert, a Gabonatermesztési Kutató Intézet (GKI), a Napfényfürdő (ex Ligetfürdő), a Partfürdő és a lebontott Termálfürdő (Gomba), a Forrás szálló és termálfürdője, valamint a városi Sportcsarnok.

### Városi sportcsarnok
Az Újszegedi Sportcsarnok Szeged egyik nevezetessége. Építése 1967-ben kezdődött. Az 1970-es években itt lépett először pályára az 1962-ben alakult MOL-Pick Szeged, ezen kívül Szeged kosárlabdacsapata, a Naturtex-SZTE-Szedeák 1992-es alakulása óta szintén itt játssza mérkőzéseit. A szegedi SZRSE röplabdacsapat is itt fogadja ellenfeleit.[forrás?]

## Képek

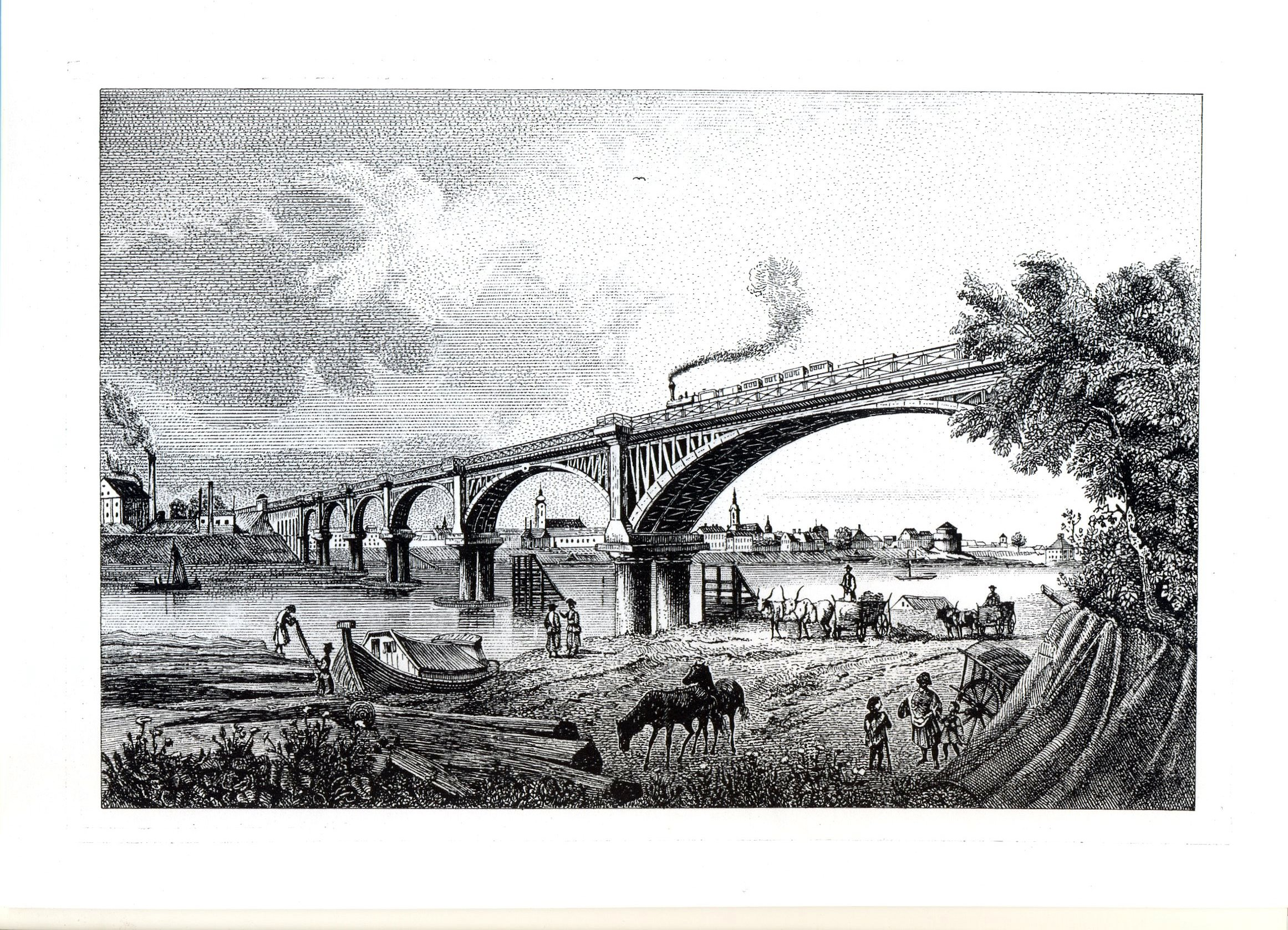
A régi vasúti híd rajza Somorjai Ferenc-től
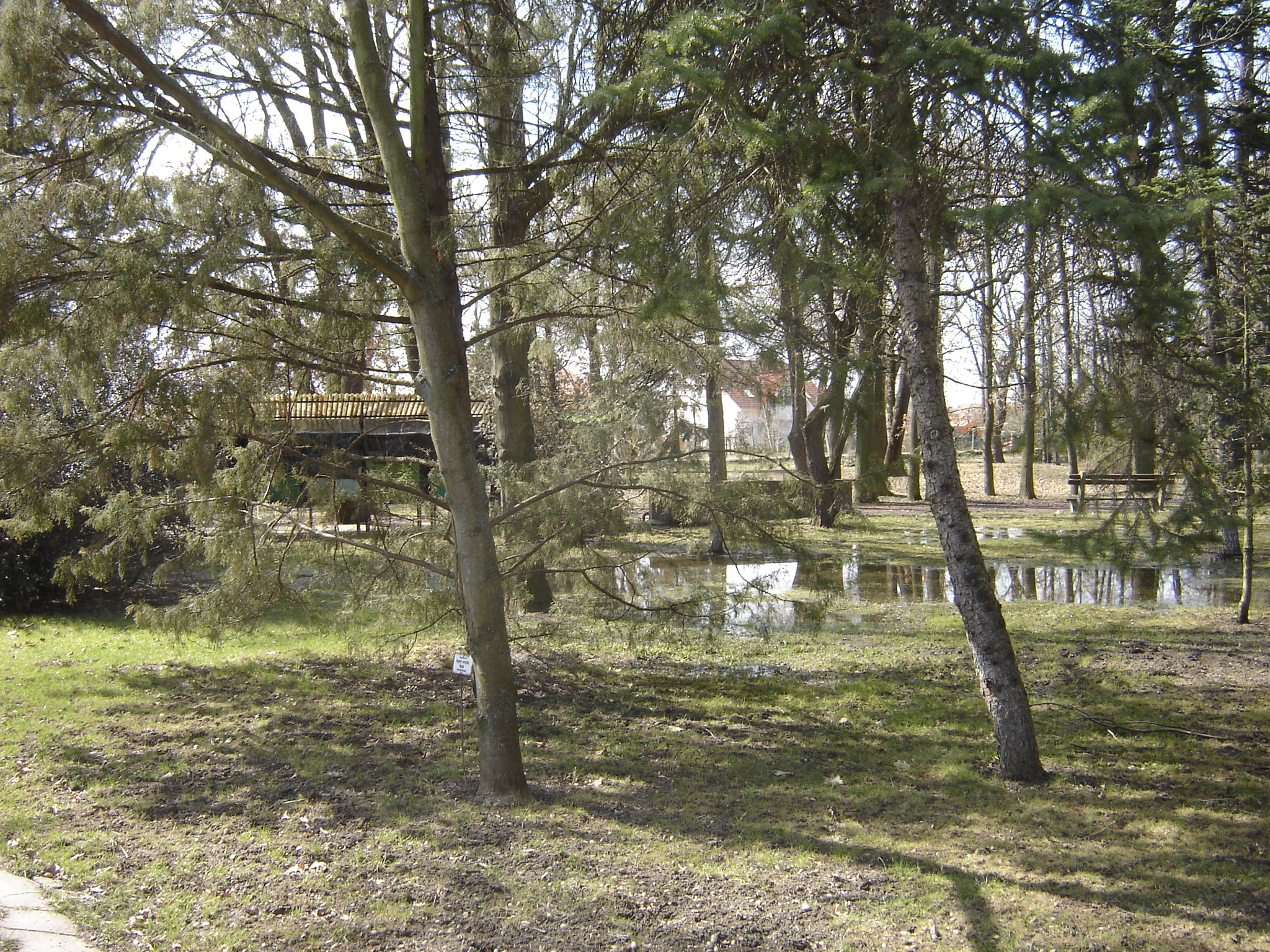
Egyetemi Füvészkert I., Újszegeden
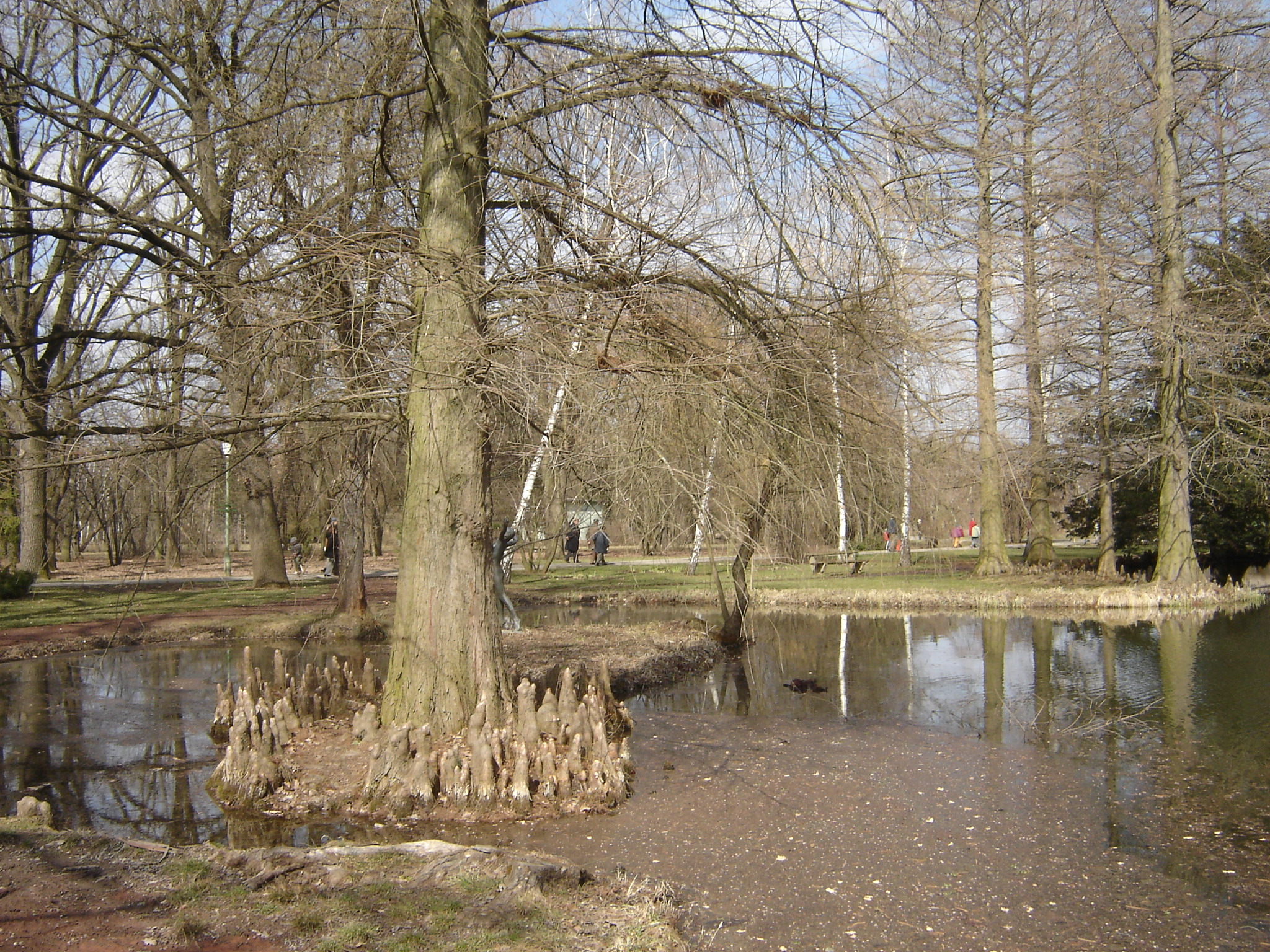
Egyetemi Füvészkert II., Újszegeden
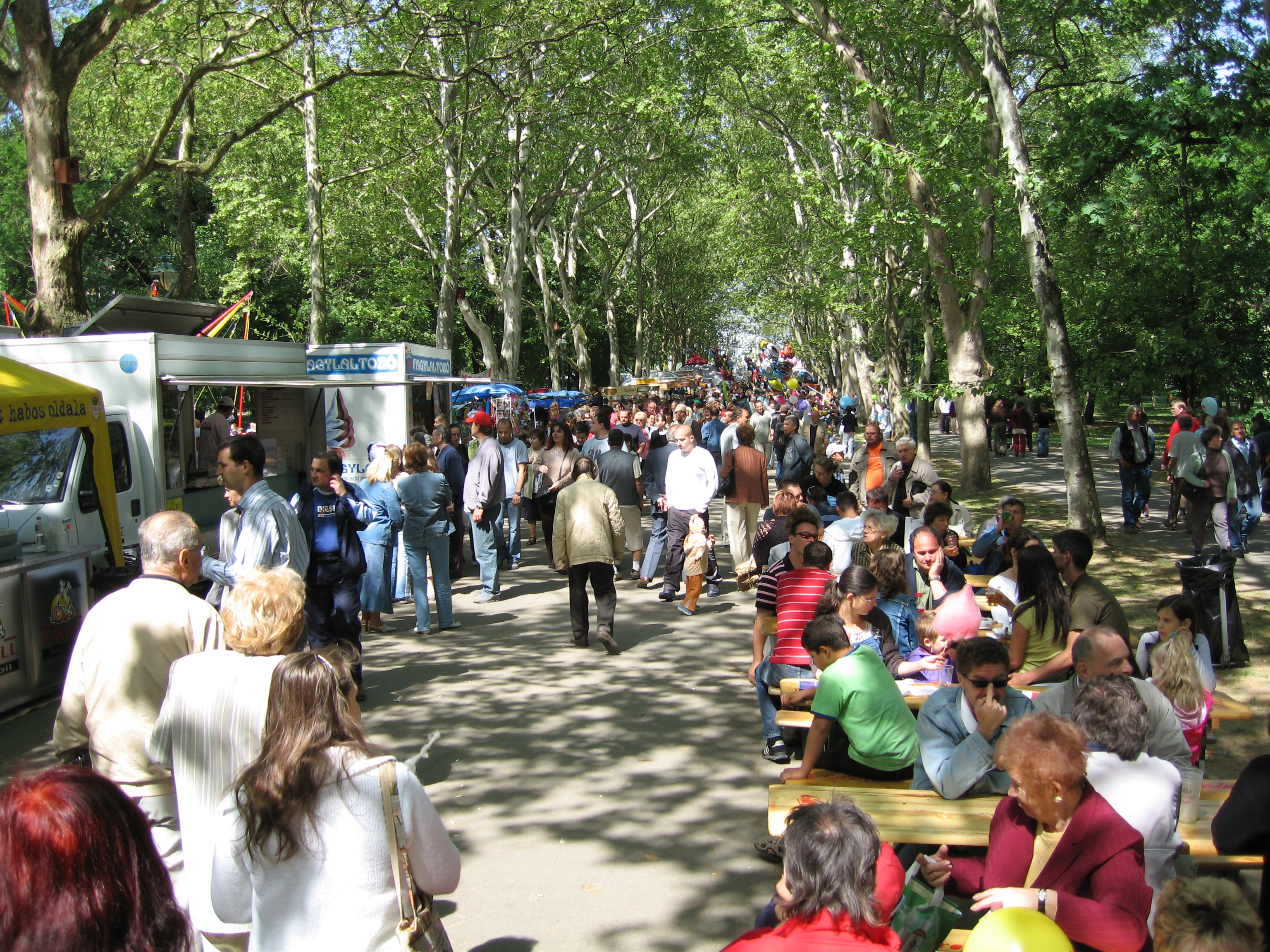
Majális az újszegedi ligetben
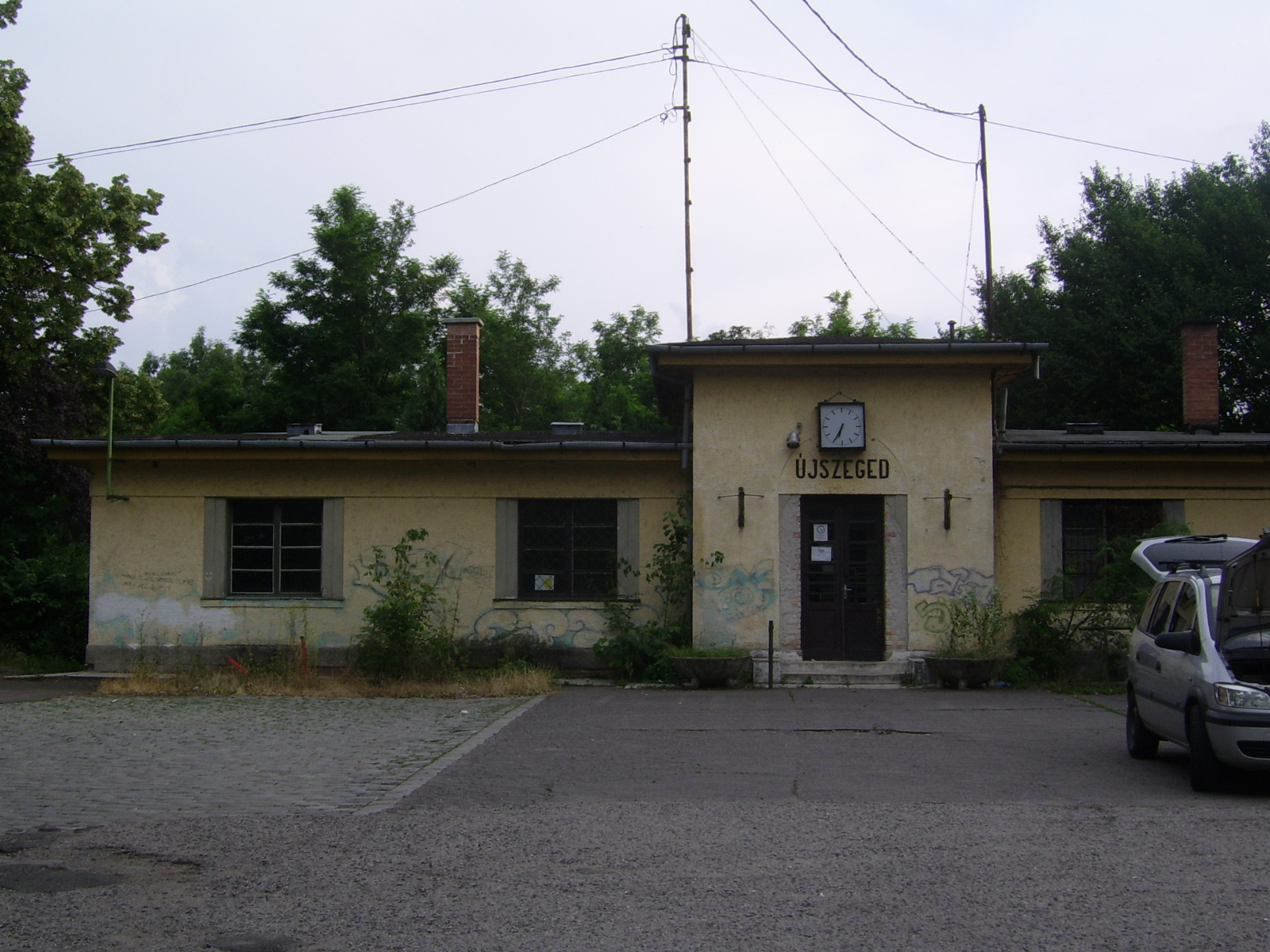
Vasútállomás

## Külső hivatkozások
- Szeged honlapja
- Szegedi séták – útikalauz képekkel Archiválva 2008. május 24-i dátummal a Wayback Machine-ben
- A régi Szeged képei: Újszeged, a Liget környéke